# The Mockers
The Mockers fueron un grupo de pop punk formado en 1979 en Wellington, Nueva Zelanda, por Andrew Fagan, siendo este el único miembro de la banda desde sus inicios hasta la disolución.
El grupo estuvo formado por compañeros de la Universidad de Rongotai en la que estudiaba Fagan.
El estilo musical mezclaba el punk con el pop británico.